# Villa Bartolomea
Villa Bartolomea es una localidad y comune italiana de la provincia de Verona, región de Véneto, con 5.804 habitantes.

## Evolución demográfica
| Gráfica de evolución demográfica de Villa Bartolomea entre 1861 y 2001 |
|                                                                        |
| Fuente ISTAT - elaboración gráfica de Wikipedia                        |